# 中华人民共和国内务部
中华人民共和国内务部是中华人民共和国国务院已经撤消的组成部门，现在相应的部门为中华人民共和国民政部。

## 历史
1949年10月1日，中华人民共和国成立。
根据1949年9月27日中国人民政治协商会议第一届全体会议通过的《中华人民共和国中央人民政府组织法》第十八条的规定，于1949年11月1日设置了中央人民政府内务部。
1954年9月，第一届全国人民代表大会第一次会议在北京召开，会议通过了《中华人民共和国宪法》和《中华人民共和国国务院组织法》，成立中华人民共和国国务院。根据国务院《关于设立、调整中央和地方国家机关及有关事项的通知》，中央人民政府内务部即告结束。国务院按照《国务院组织法》的规定，将原中央人民政府内务部改为中华人民共和国内务部，接替相关工作，成为国务院的组成部门。
成立初期，中华人民共和国内务部的相关工作，由国务院第一办公室协助国务院总理掌管。
1955年，内务部不再负责土地征用和城市房地产等工作，撤消了地政司，该司原承担的行政区划工作并入了民政司；撤销了户政司，将其工作划归中华人民共和国公安部管理。
1956年5月，新成立了中华人民共和国农垦部，国务院决定将原由中华人民共和国农业部主管的国内移民工作交由内务部管理，内务部因此增设了移民司。
1958年3月24日，国务院批准将内务部主管的国内移民工作划归中华人民共和国农垦部管理，内务部遂撤销了移民司。
1959年6月20日，第二届全国人大常委会第四次会议批准了关于撤销国务院人事局的建议，其相关工作改由内务部管理，内务部因此新成立了政府机关人事局。
1968年12月，在文化大革命的背景下，中共中央批准了内务部军代表的报告，撤销内务部。1972年3月，原归内务部、撤销后暂归国务院秘书厅代管的优抚、救济、行政区划等工作，分别交由财政部、公安部等部委负责。
1970年6月22日，中共中央发文，批准国务院精简机构方案，内务部在机构改革中被撤销。

## 机构设置
中华人民共和国内务部成立之初，部机关机构设置为办公厅和7个专业司局：
- 中华人民共和国内务部
  1. 办公厅
  2. 民政司
  3. 社会司
  4. 地政司
  5. 户政司
  6. 救济司
  7. 优抚局

经过历次组织结构变动，至1959年后，机构设置趋于稳定，1959年至1968年期间，内务部机关设置共有厅局级机构6个，另有一个挂靠单位：
- 中华人民共和国内务部
  1. 办公厅
  2. 民政司
  3. 农村救济福利司
  4. 城市社会福利司
  5. 优抚局
  6. 政府机关人事局

  - 中国盲人聋哑人协会（挂靠单位）

## 历任部长
1. 谢觉哉（1949年10月19日－1959年4月28日）
2. 钱　瑛（1959年4月28日－1960年11月19日）
3. 曾　山（1960年11月19日－1970年6月）